# Kathleen Hanna
Pour les articles homonymes, voir Hanna.
Kathleen Hanna, née le 12 novembre 1968, est une musicienne américaine. Elle est la chanteuse principale du groupe de musique Le Tigre et la fondatrice et chanteuse du groupe riot grrrl Bikini Kill. Entre ces deux groupes musicaux, elle a travaillé sur un projet solo qui sort sous le titre de The Julie Ruin (en).

## Biographie

### Jeunesse et formation
Kathleen Hanna est née le 12 novembre 1968 à Portland dans l'Oregon. Ses jeunes années sont marquées par de fréquents déménagements : elle vécut notamment à Calverton, Maryland ou à Washington (district de Columbia).
Dès son plus jeune âge, la mère de Kathleen Hanna l'initie au féminisme, en l'emmenant à un meeting de Gloria Steinem ou en lui faisant lire des pages du magazine Ms.
Après ses études secondaires, Kathleen Hanna entre à l'Evergreen State College à Olympia dans l'État de Washington. Elle y étudie la photographie. Dans le même temps, elle travaille comme strip-teaseuse dans un club et assistante photographe, pour payer ses études. Elle fait  également du bénévolat dans une association de lutte contre les violences conjugales. Sa rencontre avec l'autrice Kathy Acker, qu'elle admire, va la pousser vers la musique.

### Carrière

#### 1990–1998: Bikini Kill
En 1990, Kathleen Hanna propose à Tobi Vail, chroniqueuse d'un fanzine féministe, de former un groupe de musique. Elles s'associent avec deux autres musiciennes, Billy Karren (en) et Kathi Wilcox (en), et nomment leur groupe Bikini Kill. Lors des concerts du groupe,  une nouvelle règle s'impose : celle du « Girls to the front », qui invite les filles à venir en première ligne à la place des garçons.
Kathleen Hanna écrit la majorité des chansons du groupe, dont les thématiques sont féministes : violences faites aux femmes, viol, droit à l'avortement… Le groupe est aujourd'hui considéré comme fondateur du mouvement Riot Grrrl, une tendance musicale des années 1990 à la croisée du punk rock et du rock alternatif et aux idéaux féministes.
Lors de ses concerts, Kathleen Hanna n'hésite pas à s'inscrire des insultes sur le torse telles que « slut » (salope) ou « bitch » (pute). Une manière pour elle de se réapproprier les insultes faites à son encontre.
En 1998, le groupe Bikini Kill se sépare. Kathleen Hanna continue toutefois la musique et sort un album de quinze morceaux sous le pseudonyme de Julie Ruin.

#### 1999 – présent: Le Tigre, The Julie Ruin
La même année, elle forme le groupe Le Tigre avec Johanna Fateman (en) et Sadie Berning. La musique y est toujours punk mais également électronique. Le groupe se veut antiraciste, anti-misogyne, et anti-homophobe.
Son deuxième groupe, Viva Knievel (en), a tourné dans les États-Unis et lors du retour à Olympia, elle a commencé à collaborer avec Tobi Vail (qui était étudiante à la même université), après avoir assisté à une prestation de The Go Team.
En 2004, Hanna a chanté sur l'intro de la chanson Letterbomb de Green Day, sur l'album American Idiot.
En 2006, on lui diagnostique la maladie de Lyme et elle en deviendra un porte-parole.
En 2009, le groupe Bikini Kill annonce se reformer et avait annoncé une tournée européenne pour 2020.

### Engagement politique
En 2016, Kathleen Hanna affirme son soutien à la campagne d'Hillary Clinton pour l'élection présidentielle américaine de 2016 en sortant le titre I'm with her avec son groupe Le Tigre.

### Vie privée
Elle est sortie en 1991 avec Dave Grohl,.
En 2006, Kathleen Hanna épouse Adam Horovitz des Beastie Boys.
Kathleen Hanna souffre de la maladie de Lyme pendant six ans avant d'être correctement diagnostiquée. La maladie l'a forcée à suivre un traitement de trois mois en 2014, ce qui a entraîné l'annulation des performances live avec son groupe Julie Ruin.

## Culture populaire

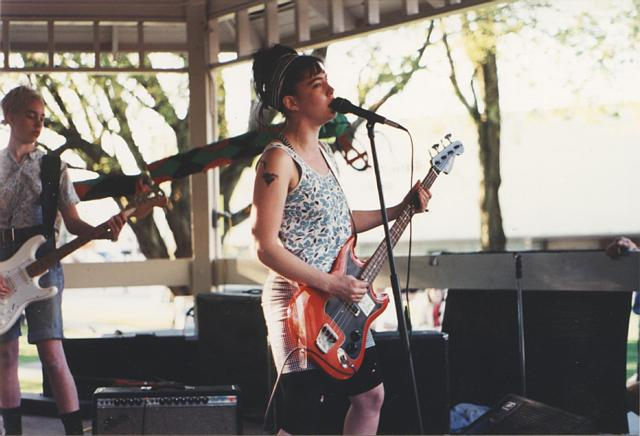
Bikini Kill se produisant à Sylvester Park à Olympia, Washington le 1er mai 1991.

On lui attribue l'origine du titre Smells Like Teen Spirit de Nirvana car elle aurait tagué sur un mur la phrase « Kurt smells like Teen Spirit ». À cette époque, Kurt Cobain sortait avec Tobi Vail (batteuse de Bikini Kill) et celle-ci avait pour habitude de mettre du Teen Spirit, un déodorant bon marché.
Dans leur album So Long and Thanks for All the Shoes, le groupe de punk rock NOFX joue un morceau intitulé Kill Rock Stars, qui s'adresse à Kathleen Hanna, et qui fait suite à une querelle entre Kathleen et le chanteur de NOFX, Fat Mike, qu'elle accusait de misogynie. Hanna répondra à cette attaque par le morceau Deceptacon, joué avec Le Tigre.
En 2021, elle interprète le générique de WandaVision dans l'épisode 7, Briser le quatrième mur.